# Jacques Terramorsi

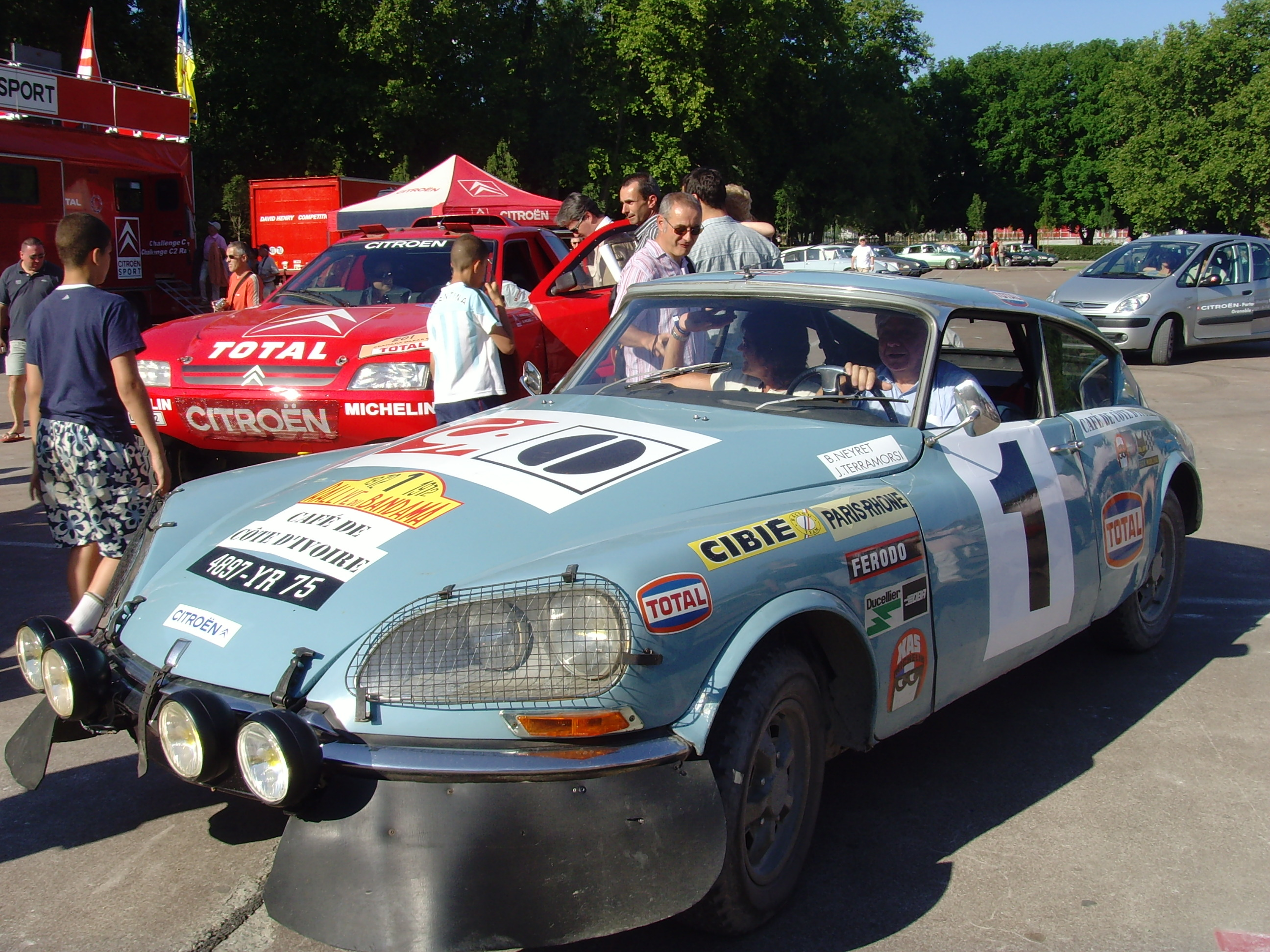
Der Citroën DS 21 Proto Chassis Court, mit dem Bob Neyret und Jacques Terramorsi 1969 und 19970 die Rallye Marokko gewannen

Jean Jacques Terramorsi ist ein ehemaliger französischer Rallye-Beifahrer und Autorennfahrer.

## Karriere
Jacques Terramorsi war der regelmäßige Rallye-Beifahrer von Bob Neyret, mit dem er eng befreundet war. Bei allen Rallyestarts von Neyret zwischen 1960 und 1981 saß er mit dem „Gebetbuch“ auf dem Beifahrersitz. Zu den größten Erfolgen des Teams zählten die Siege bei der Rallye Marokko 1969 und 1970, jeweils im Citroën DS 21 Proto Chassis Court. Ein weiterer Erfolg war 1971 der Gesamtsieg im Werks-Peugeot 504 Ti bei der Rallye Elfenbeinküste. 
Jacques Terramorsi war auch als Fahrer aktiv. Sein größter Erfolg war 1966 der dritte Gesamtrang beim 1000-km-Rennen von Paris auf dem Autodrome de Linas-Montlhéry.